# Jeune Orchestre symphonique de l'Entre-deux-Mers
Le Jeune Orchestre symphonique de l'Entre-deux-Mers, couramment dénommé par son acronyme Josem, est un orchestre-école et une « école de la vie » constitué d'élèves des écoles de musique de la région de l'Entre-deux-Mers au sud-est de Bordeaux dans le département de la Gironde en Nouvelle-Aquitaine. Créé en 1988 et basé à Créon, au cœur du Créonnais, il est dirigé depuis 2012 par Éloi Tembremande.

## Fondation

Hydrologie de l'Entre-deux-Mers, région viticole au sud-est de Bordeaux.

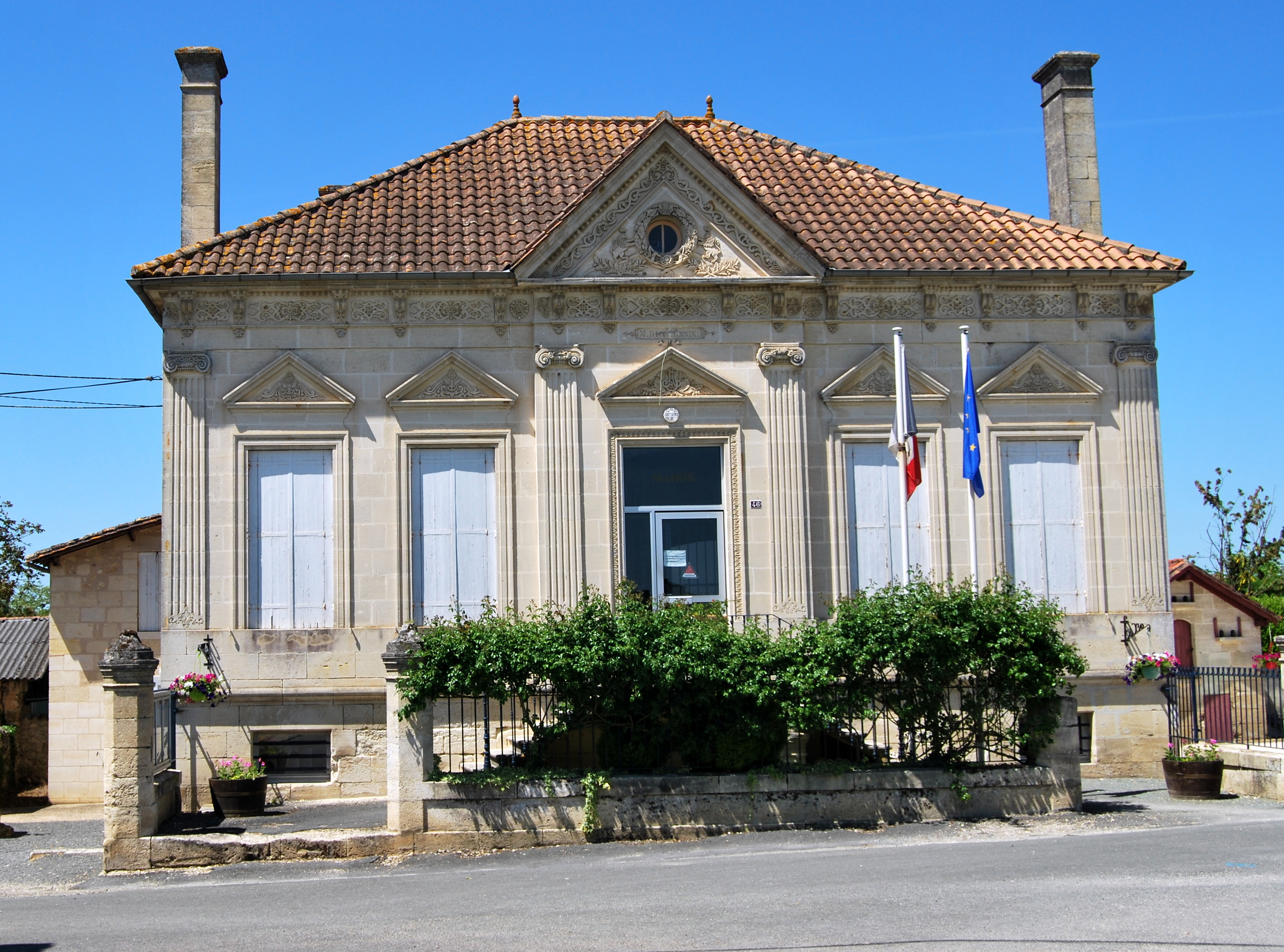
Du CRAC de Saint-Quentin-de-Baron...

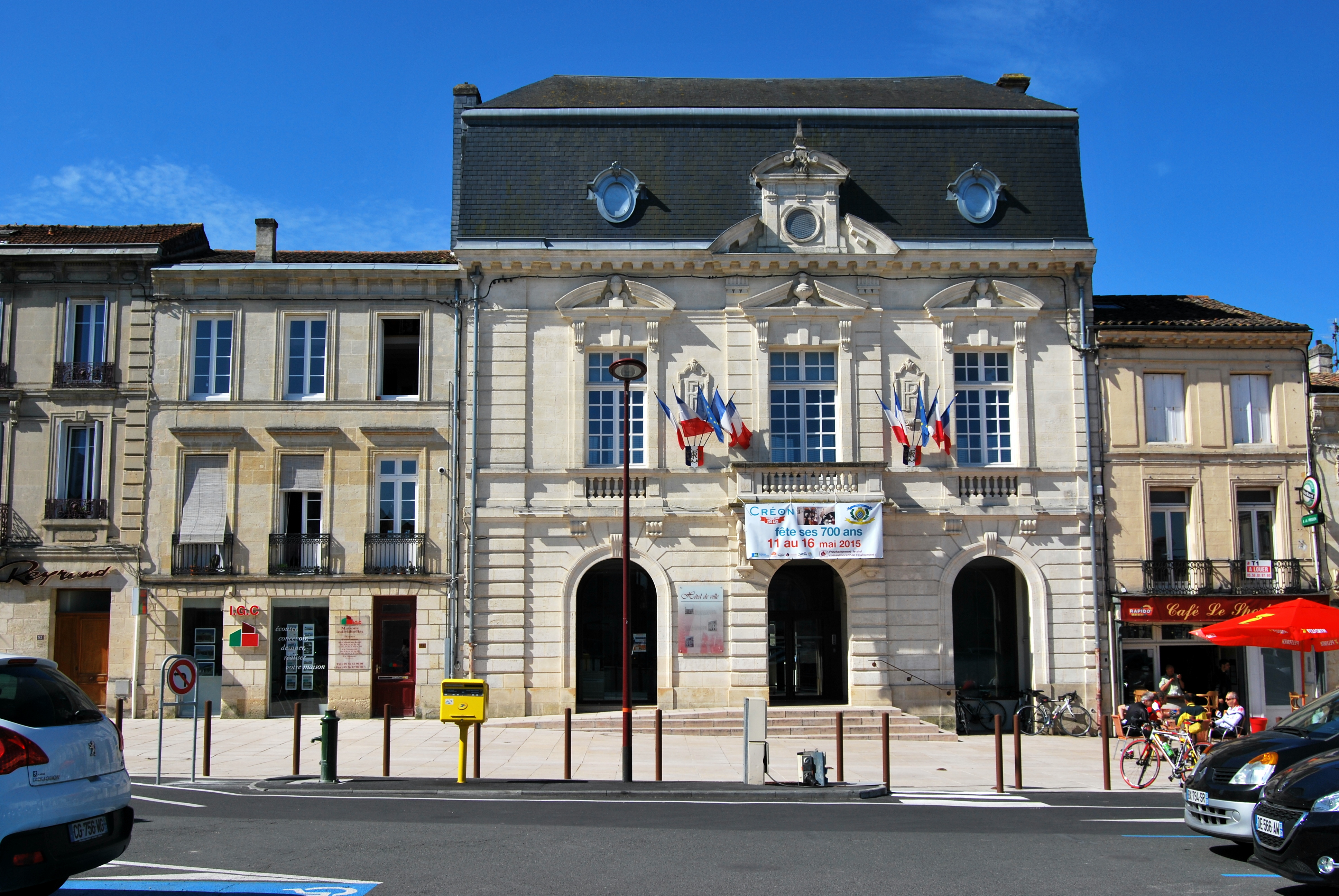
au Centre culturel de Créon.

Le Josem est créé en 1988 au sein du Centre rural d’animation culturelle de l'Entre-deux-Mers de Saint-Quentin-de-Baron, grâce à la mise en réseau d'une vingtaine d'écoles de musique de la région et à une intense activité socio-culturelle, par Hervé Fünfstück, le directeur de l'école de musique qu'il a fondée à la fin des années 1970. À l'effondrement du CRAC en 2001, Hervé Fünfstück est chargé de la coordination et de la réalisation artistique. Le jumelage de l'Entre-deux-Mers avec la Crète permet aux jeunes musiciens de découvrir d'autres cieux et d'autres musiques. C'est ensuite l'Allemagne, l'Irlande, la Pologne, la Russie,, puis le Mexique, avec concert improvisé dans le terminal 1 de l'aéroport international de Mexico par les musiciens du Josem.

## Activités
« On joue mieux après s'être brossé les dents ensemble. »

— Nicolas Lescombe, chef du Josem de 2006 à 2012
Si l'écoute révèle « un ensemble de jeunes musiciens du cru », les coulisses permettent de découvrir l'« aventure humaine et musicale originale » à laquelle a abouti le projet d'origine, la création d'un orchestre-école dans l'optique de promouvoir la musique symphonique en milieu rural et de sensibiliser le jeune public à l'écoute et à la pratique instrumentale : une « école de la vie » où s'apprennent des valeurs comme s'investir de manière responsable au sein d'un groupe. Les jeunes intègrent la formation qui compte en moyenne un effectif de soixante musiciens âgés de 12 à 25 ans, avec un minimum de pratique en école de musique, dès le collège, et ne la quittent souvent qu'à la fin de leurs études, lorsqu'ils s'engagent dans leur vie professionnelle qui recoupe parfois leur formation musicale (luthier, musicien intervenant en milieu scolaire, etc.) ou pour prolonger celle-ci en conservatoire. Les benjamins des fratries prennent ensuite le relais de leurs aînés à l'orchestre,,. 
Les voyages, les échanges, les mélanges avec d'autres musiciens ont soudé le groupe et révélé l'importance de chacun dans l'orchestre, du triangle au premier violon. L'association support est autogérée par les membres de l'orchestre, de la trésorerie à la prise de décisions et au choix des projets et autres festivals, avec le support d'une administratrice de production, salariée de l'association et chargée des dossiers de subventions et des plannings, et en collaboration avec les chefs successifs, également salariés, issus eux-mêmes de l'orchestre et chargés de la direction artistique,. 
Le répertoire du Josem associe à la musique symphonique baroque, romantique et moderne, les musiques du monde, à l'occasion de collaborations avec des groupes comme Les Lutins géants en 2001, Les Ogres de Barback en 2004, La Rue Ketanou avec lequel ils ont participé aux Francofolies de La Rochelle en 2009, le jazz avec la John C Tutti danse, composée pour l'Orchestre en 2007 par Francis Mounier, la musique contemporaine au travers du projet avec Bart Picqueur (nl), compositeur belge qui a écrit en 2010 une Petite Symphonie tzigane un peu punk pour le Josem, ou les influences afro-punk du Wombo Orchestra avec lequel le Josem a présenté plusieurs concerts et enregistré l'un de leurs sept albums,. Ils donnent un concert à la Fête de l'Humanité en 2012. Ils jouent encore avec le groupe Debout sur le zinc au festival Musicalarue de Luxey en 2013. 
Le Josem accueille à son tour les musiciens rencontrés lors de ses voyages, à l'occasion du festival Entre-deux-Airs que l'association organise depuis trois ans, durant huit jours au mois de juillet, sur le territoire de l'Entre-deux-Mers, avec des concerts dans la cour des châteaux viticoles de l'appellation du même nom, dans l'église et sur la place des communes de Saint-Macaire à Créon, commune de résidence du Josem, où le gala de clôture se tient sur la place de la Prévôté, en passant par Grézillac, Branne, Cadillac, La Sauve, Sauveterre-de-Guyenne, Saint-Germain-de-Grave, Targon, Quinsac, Castelmoron-d'Albret, Sallebœuf, Camarsac, Saint-Pierre-d'Aurillac, Sadirac, Haux et sur le site des chantiers Tramasset du Tourne. 
Le Josem qui a fêté ses trente ans d'existence en 2018 reçoit le soutien de la commune de Créon, de la communauté de communes du Créonnais, du département de la Gironde, de la région Nouvelle-Aquitaine, de la direction départementale de la Cohésion sociale, de la Caisse d'allocations familiales de la Gironde, de la Mutualité sociale agricole, du CROUS de Bordeaux, de la fédération internationale des Eurochestries, de la fondation Daniel et Nina Carasso, de la fondation SNCF, de Fip, de France Bleu Gironde, de l'Union des associations musicales de Gironde.
Josem, école de la vie est un documentaire de 52 minutes consacré au Jeune Orchestre symphonique de l'Entre-deux-Mers, réalisé en 2018 par Jean-Michel Vincent et diffusé dans les cinémas Utopia.